# Список країн Європи за площею
До списку включено європейські країни за зменшенням їхньої географічної площі. Загальна географічна площа Європи — близько 10 176 246 км².
Росія - найбільша країна в Європі.
Україна - найбільша країна країна яка повністю знаходиться на європейському континенті
Ватикан - сама найменша країна в Європі.
Країни які знаходяться повністю в межах європи - позначені зеленим кольором (🟩).
Країни які мають як європейську, так і азійську частини - позначені жовтим кольором (🟨). Для них вказано лише площу в межах Європи.
Країни які мають як європейську, так і заокеанську частини - позначені синім кольором (🟦). Для них вказано лише площу в межах Європи.
Позначено червоним кольором (🟥) Косово  — частково визнана держава, територія Сербії наведена без урахування Косово.
Країни які не знаходяться на європейському континенті, але тісно пов'язані з європою економічно - позначено сірим кольором (⬜). Для них вказано лише площу в межах європи.

Площі європейських країн на графіку з логарифмічною шкалою

| #  | Країна               | Площа (км²) | % площі |
| -- | -------------------- | ----------- | ------- |
| 1  | Росія                | 3 969 100   | 39.26%  |
| 2  | Україна              | 603 628     | 5.97%   |
| 3  | Франція              | 551 595     | 5.46%   |
| 4  | Іспанія              | 498 451     | 4.93%   |
| 5  | Швеція               | 450 295     | 4.45%   |
| 6  | Норвегія             | 385 155     | 3.81%   |
| 7  | Німеччина            | 357 578     | 3.54%   |
| 8  | Фінляндія            | 338 145     | 3.35%   |
| 9  | Польща               | 312 685     | 3.10%   |
| 10 | Італія               | 301 318     | 2.99%   |
| 11 | Велика Британія      | 244 820     | 2.42%   |
| 12 | Румунія              | 238 392     | 2.36%   |
| 13 | Білорусь             | 207 600     | 2.06%   |
| 14 | Казахстан            | 150 000     | 1.49%   |
| 15 | Греція               | 131 940     | 1.31%   |
| 16 | Болгарія             | 110 910     | 1.10%   |
| 17 | Ісландія             | 103 000     | 1.02%   |
| 18 | Угорщина             | 93 030      | 0.92%   |
| 19 | Португалія           | 91 568      | 0.91%   |
| 20 | Австрія              | 83 858      | 0.83%   |
| 21 | Чехія                | 78 866      | 0.78%   |
| 22 | Сербія               | 77 566      | 0.77%   |
| 23 | Ірландія             | 70 280      | 0.70%   |
| 24 | Литва                | 65 200      | 0.65%   |
| 25 | Латвія               | 64 589      | 0.64%   |
| 26 | Хорватія             | 56 542      | 0.56%   |
| 27 | Боснія і Герцеговина | 51 129      | 0.51%   |
| 28 | Словаччина           | 48 845      | 0.48%   |
| 29 | Естонія              | 45 226      | 0.45%   |
| 30 | Данія                | 43 094      | 0.43%   |
| 31 | Нідерланди           | 41 526      | 0.41%   |
| 32 | Швейцарія            | 41 290      | 0.41%   |
| 33 | Молдова              | 33 843      | 0.34%   |
| 34 | Бельгія              | 30 510      | 0.30%   |
| 35 | Албанія              | 28 748      | 0.28%   |
| 36 | Північна Македонія   | 25 713      | 0.25%   |
| 37 | Туреччина            | 23 764      | 0.24%   |
| 38 | Словенія             | 20 273      | 0.20%   |
| 39 | Чорногорія           | 13 812      | 0.14%   |
| 40 | Косово               | 10 908      | 0.11%   |
| 41 | Азербайджан          | 8600        | 0.09%   |
| 42 | Грузія               | 3700        | 0.04%   |
| 43 | Люксембург           | 2586        | 0.03%   |
| 44 | Андорра              | 468         | 0.01%   |
| 45 | Мальта               | 316         | > 0.01% |
| 46 | Ліхтенштейн          | 160         | > 0.01% |
| 47 | Сан-Марино           | 61          | > 0.01% |
| 48 | Монако               | 1,95        | < 0.01% |
| 49 | Ватикан              | 0,44        | > 0.01% |
| 50 | Вірменія             | 0           | 0%      |
| 51 | Ізраїль              | 0           | 0%      |
| 52 | Кіпр                 | 0           | 0%      |

## Визначення
У разі проведення кордону Європа-Азія по Кумо-Маницькій западині цілком розташовуються в Азії; у разі проведення кордону Європи та Азії по Великому Кавказу мають основну частину території в Азії та невелику частину - в Європі такі країни:
- Азербайджан близько 8600 км² (до 10 % від загальної площі у 86 600 км²)[1][2]

- Грузія близько 3700 км² (до 5 % від загальної площі в 69 700 км²)[3][2]

Також, через неоднозначне визначення кордонів Європи, такі країни, як:
- Вірменія
- Ізраїль
- Кіпр

включаються до складу Європи не через можливу часткову наявність частини території в межах Європи, а передусім з огляду на політичні, економічні та культурні міркування.

## Історичні держави (післяДругої світової війни)
- Союз Радянських Соціалістичних Республік - союзна держава, до складу якої входило 15 союзних республік, а нині незалежних держав: сучасні Росія, Україна, Білорусь, Молдавія, Литва, Латвія, Естонія, Грузія, Азербайджан, Вірменія, а також Казахстан, Узбекистан, Туркменістан, Киргизія, Таджикистан.
- Югославія - союзна держава, до складу якої входили нині незалежні Сербія, Чорногорія, Боснія і Герцеговина, Хорватія, Словенія, Північна Македонія. Вона була десятою (за існування СРСР) за площею в Європі (255 644 км²).
- Чехословаччина - федеративна держава, що складалася з двох республік, нині незалежних Чехії і Словаччини. Вона була шістнадцятою за площею (127 711 км²), а в кордонах 1918-1938 рр. (коли була унітарною державою) - 140 446 км².
- Німецька Демократична Республіка - держава, яку в жовтні 1990 року було включено до складу Федеративної Республіки Німеччини, мала площу 108 333 км².
- Вільна територія Трієст - підмандатна територія ООН (738 км²), що в період з 1947 по 1954 рік розташовувалася між північною Італією і Югославією, була розділена між цими двома державами.
- Західний Берлін - місто-держава, політичне утворення, що існувало в 1949-1990 роках на території американського, французького і британського секторів окупації Берлін а. Західний Берлін був повністю оточений територією Німецької Демократичної Республіки і мав площу 479,9 км², його поглинула ФРН 1990 року в результаті об'єднання Німеччини.
- Італійські острови Егейського моря - у період 1945-1947 рр. були під управлінням Великої Британії, у 1947 році увійшли до складу Греції.